# 미니 (BMW)
미니(영어: MINI)는 독일의 자동차 제조사인 BMW의 전륜구동, 상시 4륜구동 해치백형 쿠페를 말한다. 영국의 자동차 제조사 브리티쉬 모터의 자동차 브랜드인 미니를 BMW가 매각한 후 새롭게 설계하여 출시했다. 2001년 4월부터 영국 옥스퍼드셔주 옥스퍼드 공장에서 생산하고 있으며, 2세대(R56)부터 모델 라인업이 증가했다.
서스펜션이 상당히 딱딱하게 세팅된 차량으로 알려져 있다.

## 1세대(R50/R53)

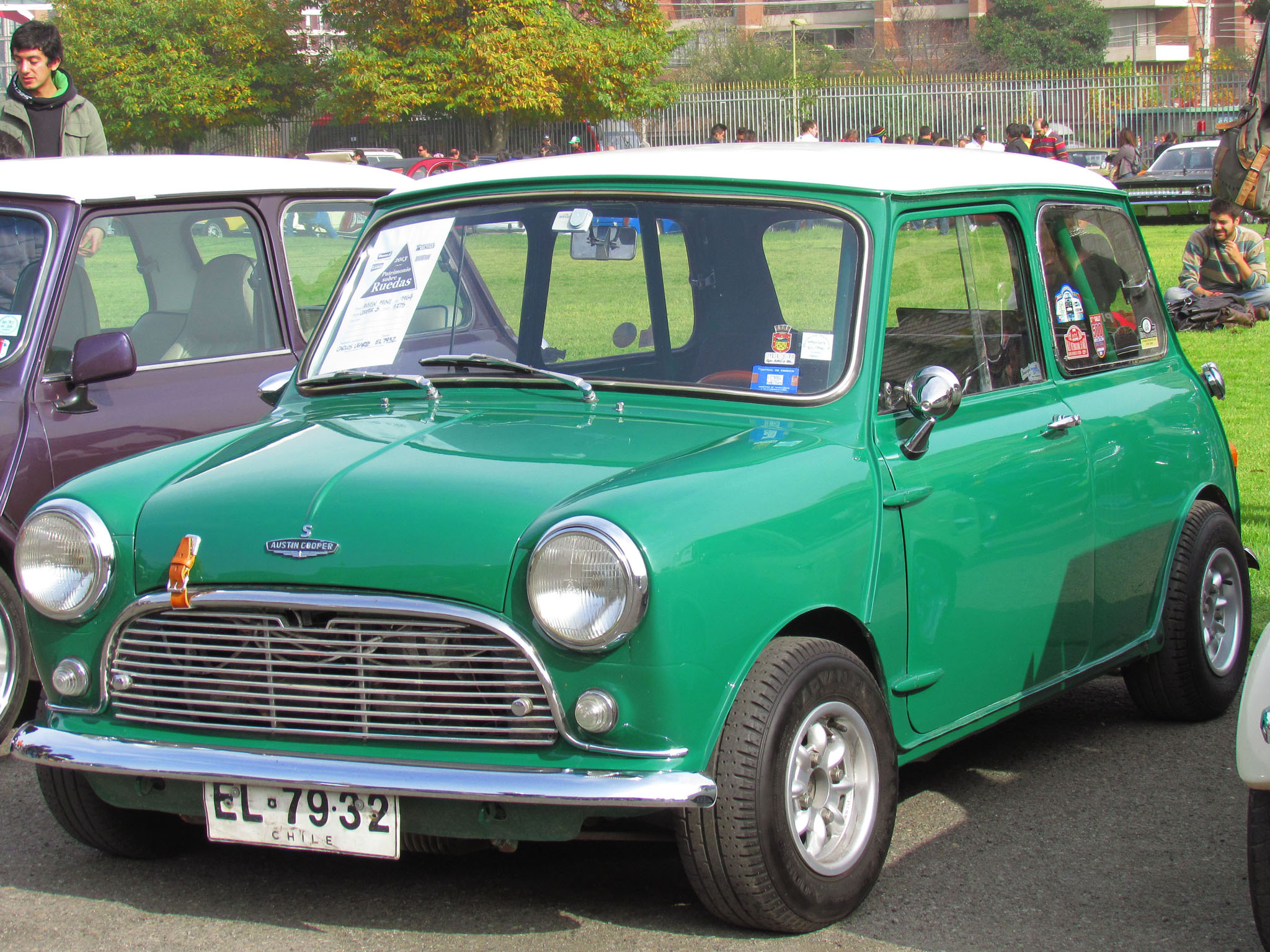
오스틴 미니쿠퍼 S 정측면

1959년에 출시되어 2000년까지 생산했다. "작은 차체,넓은 실내(Small Outside, Bigger Inside)"라는 컨셉을 갖고 태어난 미니는 3,050mm의 전장과 1,410mm의 너비, 1,350mm의 높이로 이루어진 작은 차체임에도 불구하고 모자람이 없었다. 당시 엔진은 직렬 4기통 848cc부터 1,275cc까지 다양한 배기량을 갖추었고, 여기에 4단 수동변속기를 맞물렸다. 출시 때부터 모리스와 오스틴이라는 브랜드를 달고 판매되었으며, 본격적으로 "미니"라는 이름을 사용하게 된 것은 1962년도의 일이었다. 1961년에는 알렉 이시고니스 경의 친구인 존 쿠퍼 경이 조금 더 강력한 미니인 미니쿠퍼 S를 개발하여 내놓았으며, 1965년에는 4단 자동변속기를 추가하였다. 1967년에 한 차례의 페이스리프트를 거쳤다. 1976년에 또 한 차례의 부분 변경을 거쳤고, 1988년에는 BMC가 로버로 명칭을 바꾸면서 "로버 미니"라는 이름으로 판매되었다. 1994년에 로버는 BMW에 경영권을 넘겼는데, BMW는 로버를 정상화시키기 위해 4조 원이 넘는 자금을 투자했으나 누적 적자를 이기지 못하고 2000년에 로버 그룹을 피닉스 컨소시엄에 매각했다. 다만 미니의 상표권은 BMW가 매각하지 않고 그대로 보유했다. 1996년에는 최종 변경을 통해 처음으로 에어백을 적용했다. 1964년부터 1967년까지 몬테카를로 랠리에서 4회 연속 우승하며, 영국을 자랑하는 국민차로 떠오르는 데 이바지하였다. 이 덕에 엘리자베스 2세 여왕까지 이 차를 구입할 정도로 어마어마한 인기 덕에 전 세계 누적 생산대수 530만 대를 기록한 최장수 모델로도 알려져 있다.

## 2세대(R50)

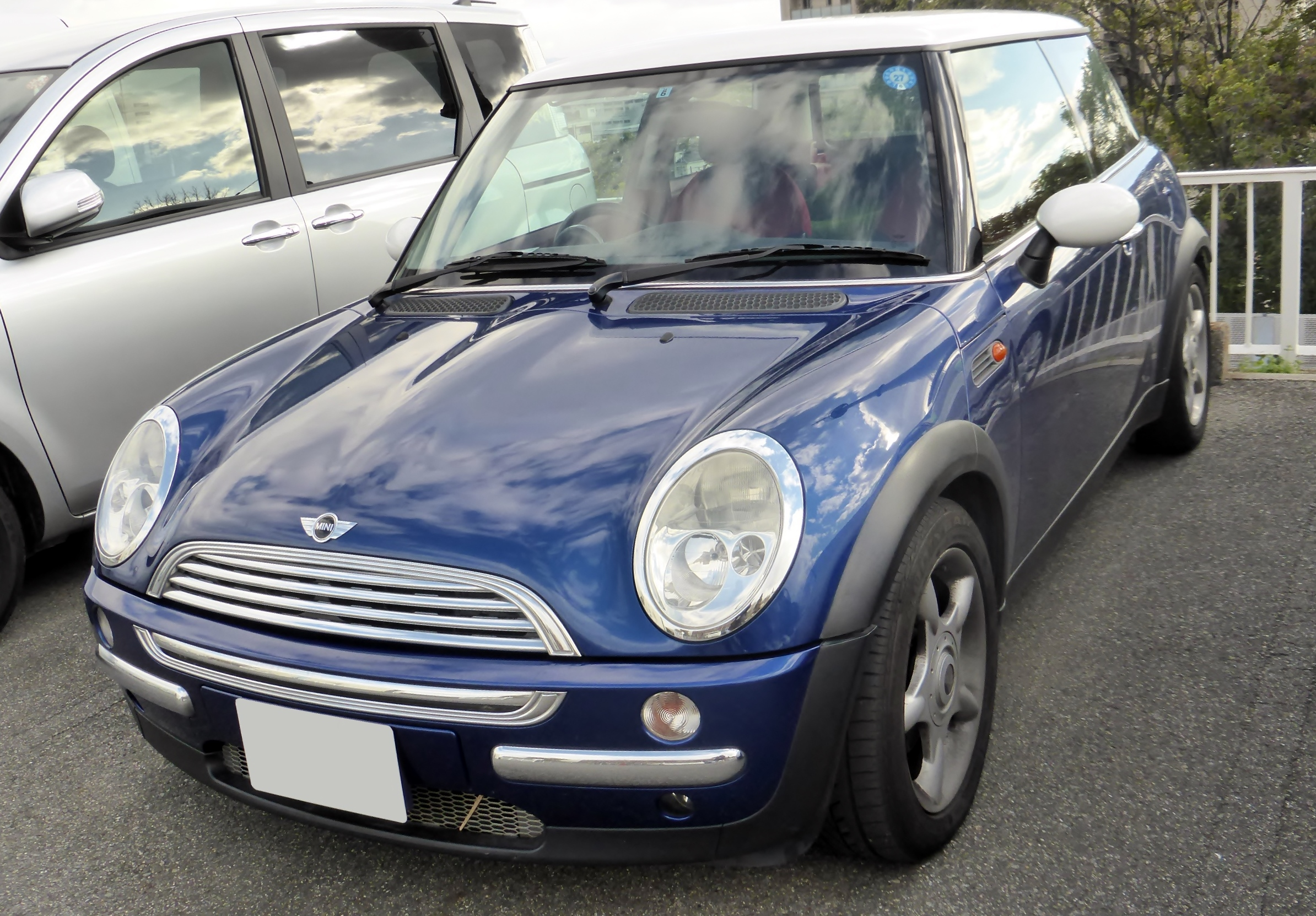
미니쿠퍼 S(R53) 정측면

2001년에 BMW가 개발에 참여하여 내놓은 2세대 미니는 완전히 새로운 모델이다. 올드 미니의 영감을 받아 현대적인 디자인으로 재해석하였으며, BMW의 부품들을 장착하기 시작한 모델이기도 하다. 엔진은 I4 1,364cc 디젤(75마력, 88마력), I4 1,598cc 가솔린(90마력~218마력)로 각기 다른 출력의 2가지를 사용하였으며, 여기에 수동겸용 CVT, 5단 및 6단 수동변속기, 6단 자동변속기를 맞물린다. 2004년에는 R52 형식의 컨버터블이 추가되었다.
대한민국에는 2005년에 미니 코리아 시장 런칭과 함께 공식 수입이 시작되었으며, 6단 자동변속기와 CVT를 맞물린 I4 1,598cc 엔진을 장착하여 판매하였다.(라인업 문단 참조)

## 3세대(R56)

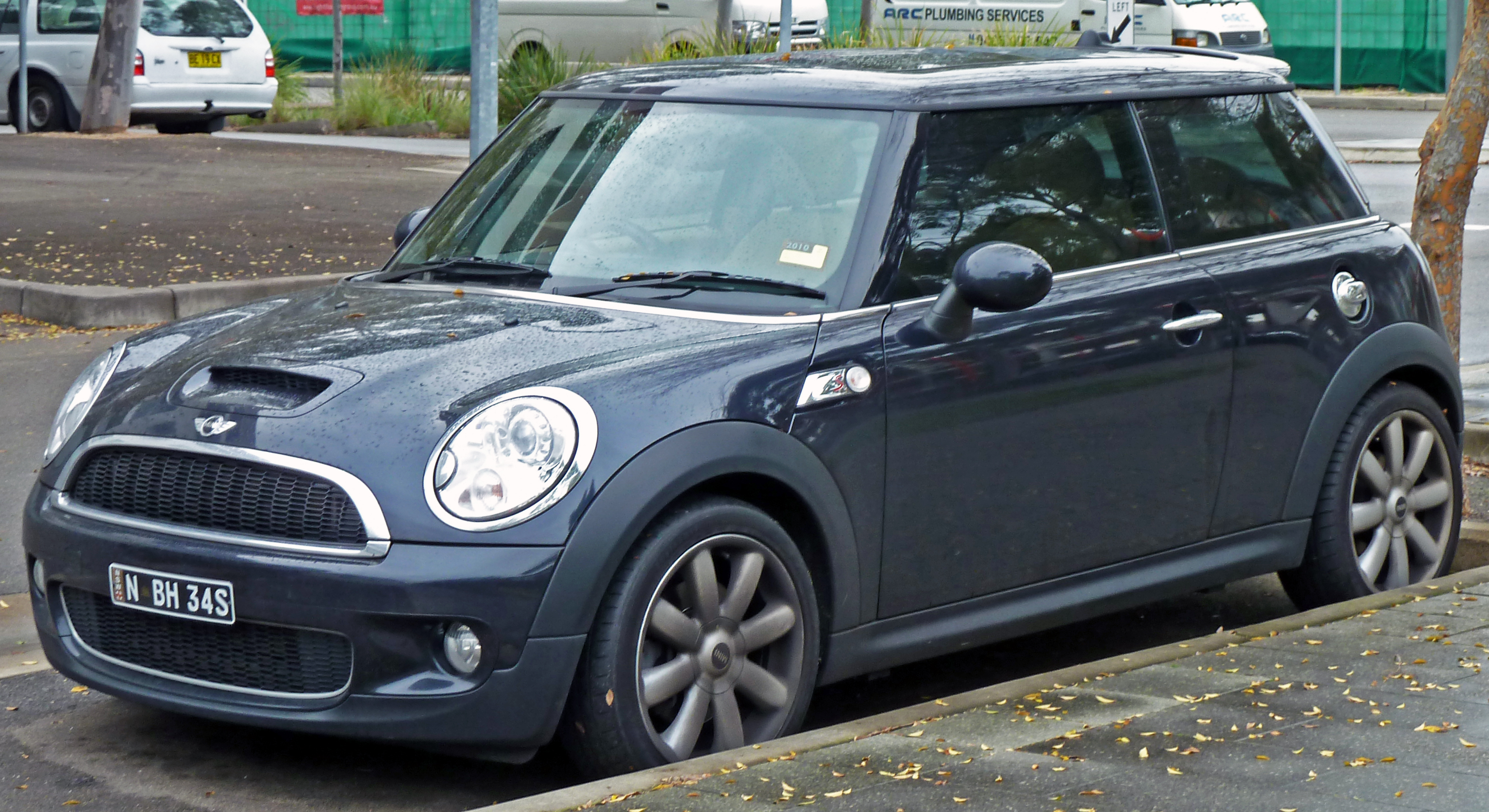
미니쿠퍼 S(R56) 정측면

2006년 11월에는 전면부와 사양이 대거 바뀐 R56으로 체인지되었으며, 1.4L 디젤 엔진의 출력은 90마력까지 향상되었으며, 배기량도 1,397cc로 더욱 커졌다. 여기에 1.6L 엔진은 푸조와 공동 개발하여 수퍼차저 대신 터보차저로 변경하여 211마력까지 올랐다. 2007년에는 1.6 디젤 모델이 추가되었으며, 같은 해 11월에는 우측에 작은 도어를 추가하고, 트렁크를 코치도어 방식으로 장착한 클럽맨을 출시하였다. 이 때부터 미니는 다양한 가지치기 모델들을 늘려 선택의 폭을 넓혔다. 2009년에는 R56 컨버터블이 추가되었다. 2010년에는 에어덕트 모양이 바뀌었으며, SUV인 컨트리맨도 추가되었다. 대한민국에는 R56이 2007년에 수입되어 판매되었다. 3도어 해치백은 2017년에 생산이 종료되었으며, 컨버터블은 2018년까지 판매되었다.

## 4세대(F56)

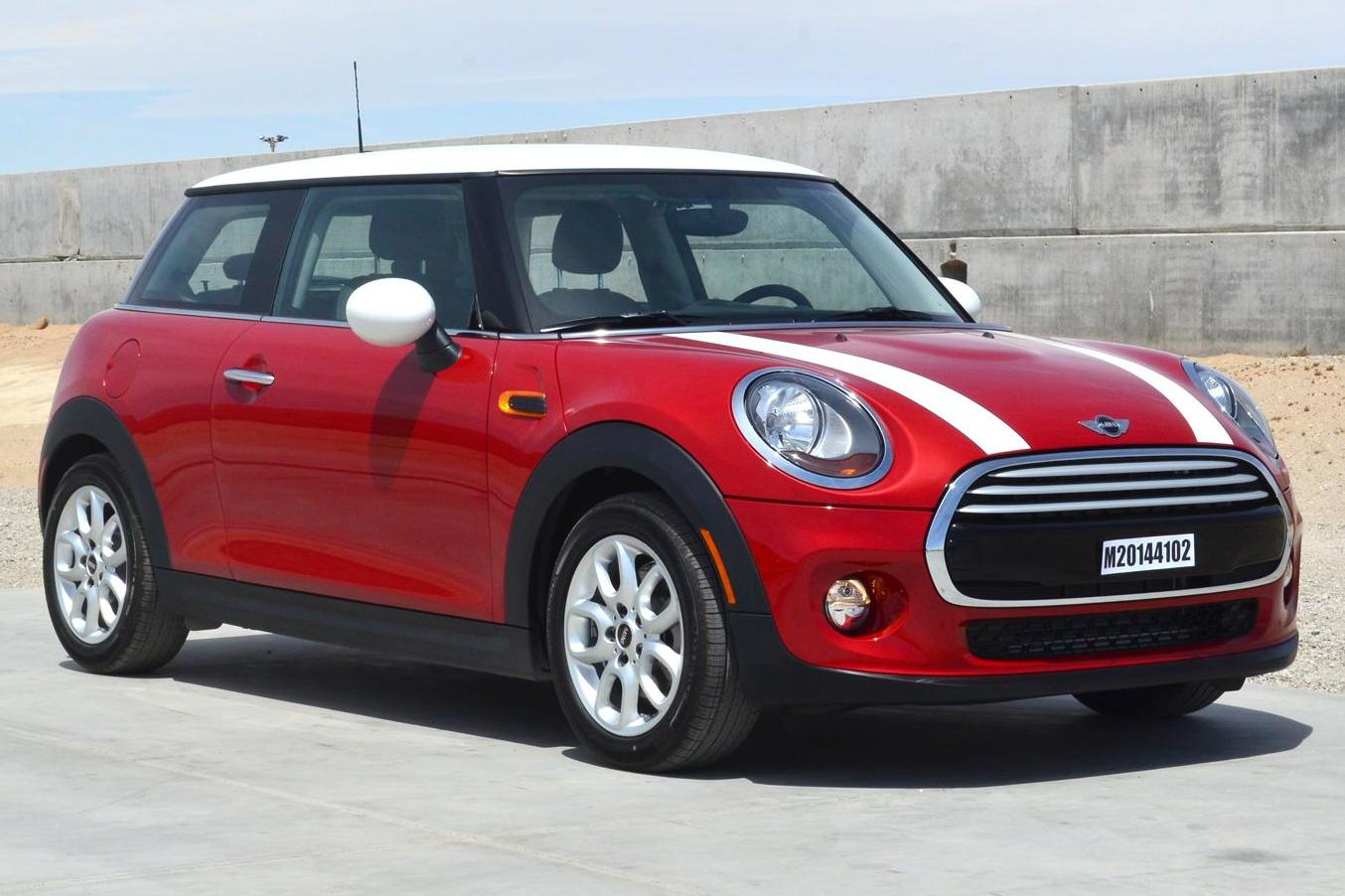
미니 해치백

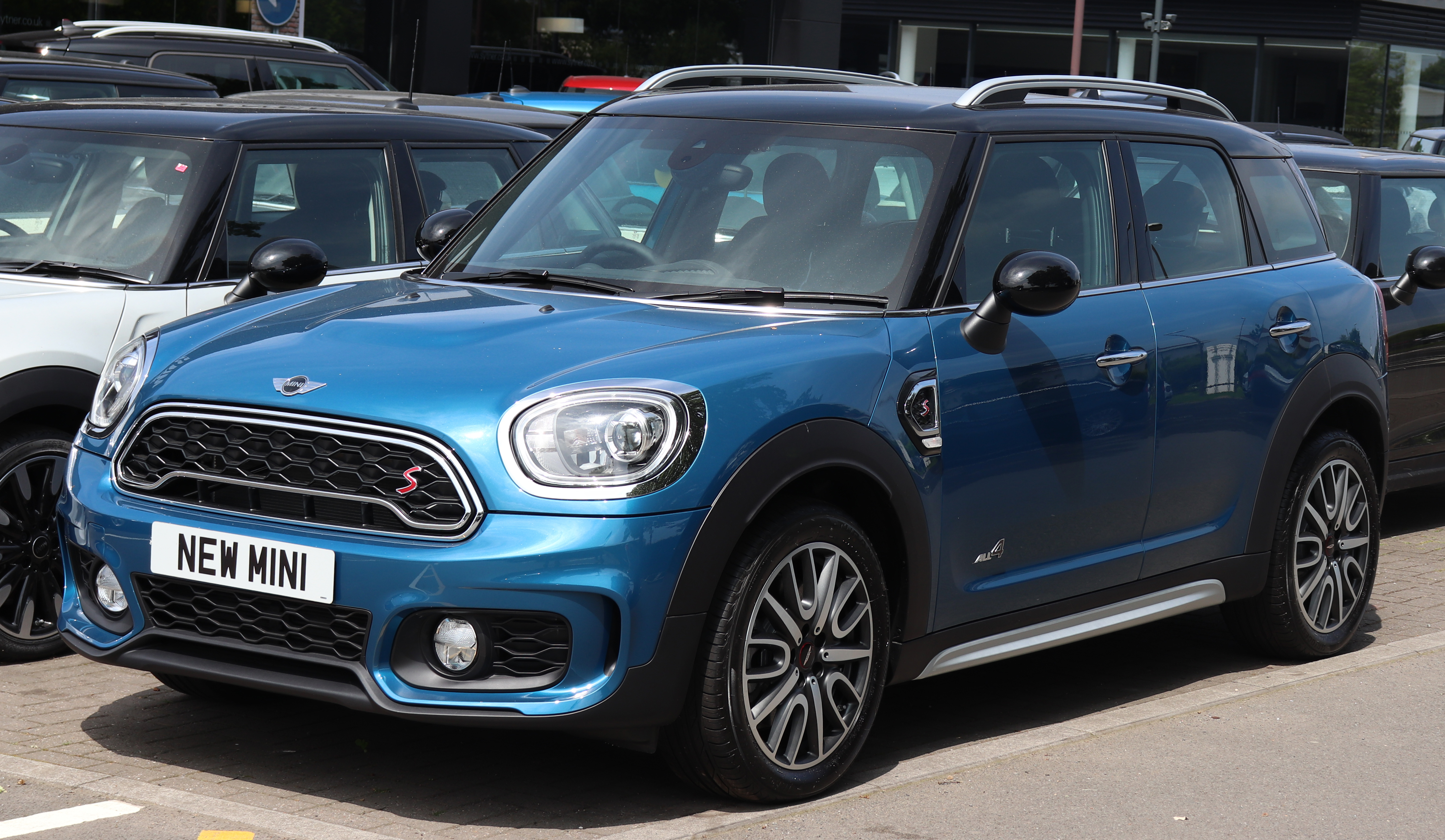
미니 컨트리맨

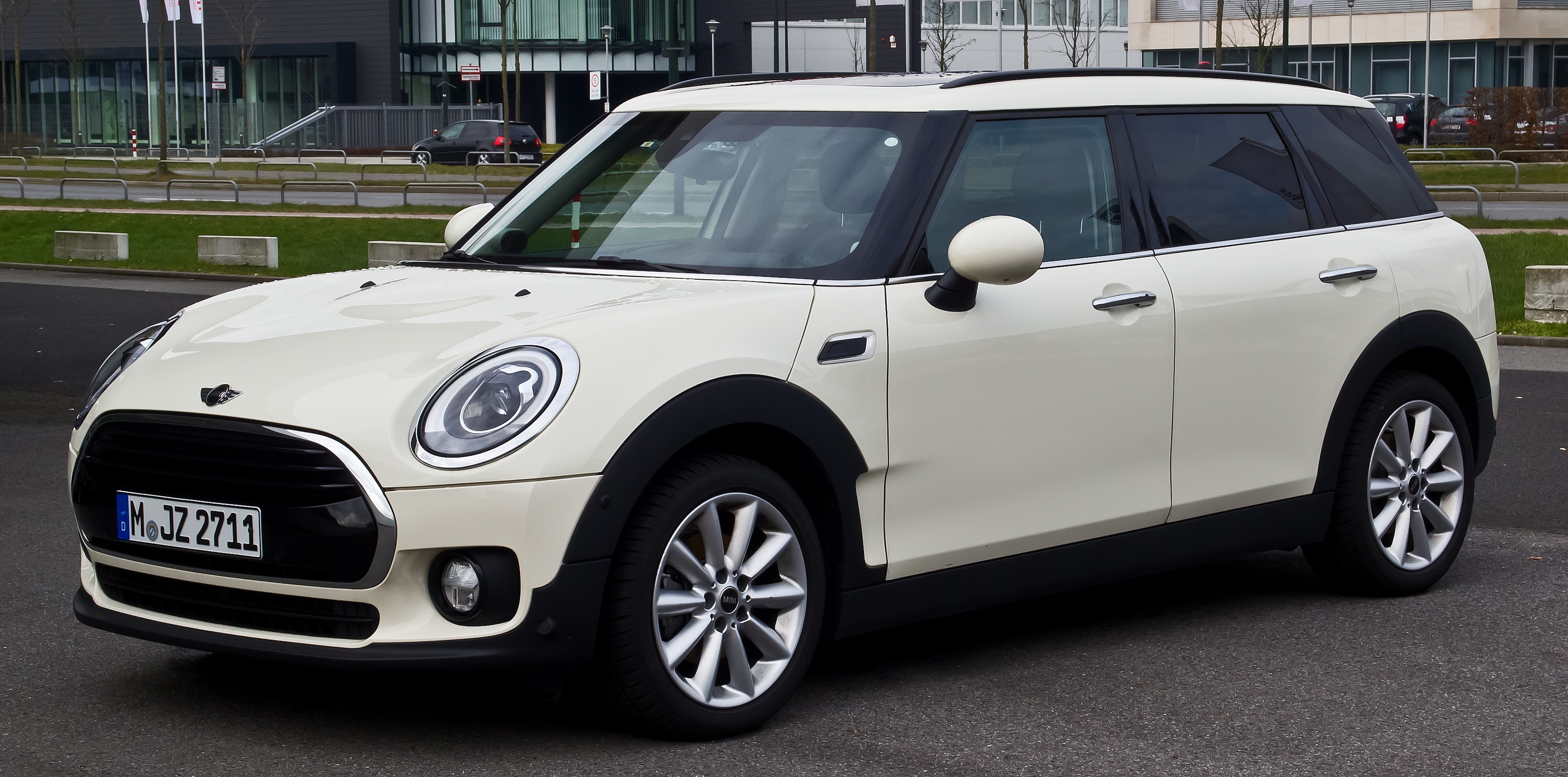
미니 클럽맨

3세대의 페이스리프트 모델로 2013년에 선보였다. 최초로 5도어 해치백도 출시하였다. 엔진은 푸조의 트윈 스크롤 터보 엔진에서 BMW의 2.0L 192마력(JCW는 231마력)으로 바뀌었다. 전륜구동 플랫폼은 BMW 2 시리즈 액티브 투어러, BMW X1과 공용하며, 미니다운 디자인을 재해석하였다. 대한민국에서는 2014년 4월에 출시되었다. 2015년에 공개한 클럽맨은 우측의 작은 도어 대신 1반적인 도어로 탈바꿈하여 크기가 커졌다. 다만 스플릿 도어는 그대로다. 같은 해에는 컨버터블도 공개되었다. 2016년에는 컨트리맨이 공개되었다. 2018년에 페이스 리프트(3도어, 5도어, 컨버터블)되어 유니언 잭 느낌의 테일램프가 들어가고, 자동변속기는 DCT 8단으로 교체되었다.
2021년에 2차 페이스 리프트를 거쳤으며, 범퍼가 바뀌고, 안개등이 삭제되었다. 계기판이 LCD로 바뀌었다.
2022년에는 EV인 미니 일렉트릭이 대한민국에 출시된다. 그러나 대한민국 환경부에서 인증한 1회 충전 후 항속거리가 159km으로 매우 짧은 편이다.

## 판매 모델
| - 미니 쿠퍼 SE - 미니 쿠퍼 - 미니 쿠퍼 S - 미니 쿠퍼 D - 미니 쿠퍼 SD - 미니 쿠퍼 JCW - 미니 쿠퍼 쿠페 - 미니 쿠퍼 S 쿠페 - 미니 쿠퍼 SD 쿠페 - 미니 쿠퍼 JCW 쿠페 - 미니 쿠퍼 로드스터 - 미니 쿠퍼 S 로드스터 - 미니 쿠퍼 컨버터블 - 미니 쿠퍼 S 컨버터블 | - 미니 쿠퍼 컨트리맨 - 미니 쿠퍼 S 컨트리맨 - 미니 쿠퍼 S All4 컨트리맨 - 미니 쿠퍼 D SE 컨트리맨 - 미니 쿠퍼 D 컨트리맨 - 미니 쿠퍼 D All4 컨트리맨 - 미니 쿠퍼 SD 컨트리맨 - 미니 쿠퍼 SD All4 컨트리맨 - 미니 쿠퍼 JCW All4 컨트리맨 - 미니 쿠퍼 클럽맨 - 미니 쿠퍼 S 클럽맨 - 미니 쿠퍼 D 클럽맨 - 미니 쿠퍼 SD 클럽맨 - 미니 인스파이어드 바이 굿우드 - 미니 컨버터블 하이게이트 - 미니 베이스워터 - 미니 베이커 스트리트 - 미니 쿠퍼 클럽맨 그린 팩 - 미니 쿠퍼 클럽맨 하이드 팩 - 미니 쿠퍼 에스프레소/얼그레이 에디션(대한민국 한정) - 미니 쿠퍼 56주년 한정(대한민국 한정) - 미니 쿠퍼 블랙수트 에디션 3Door / 5Door(대한민국 한정) - 미니 쿠퍼 브릭 레인 에디션 - 미니 쿠퍼 50주년 한정(메이페어/캠든) - 미니 쿠퍼 클럽맨 50주년 한정(햄튼) |  |

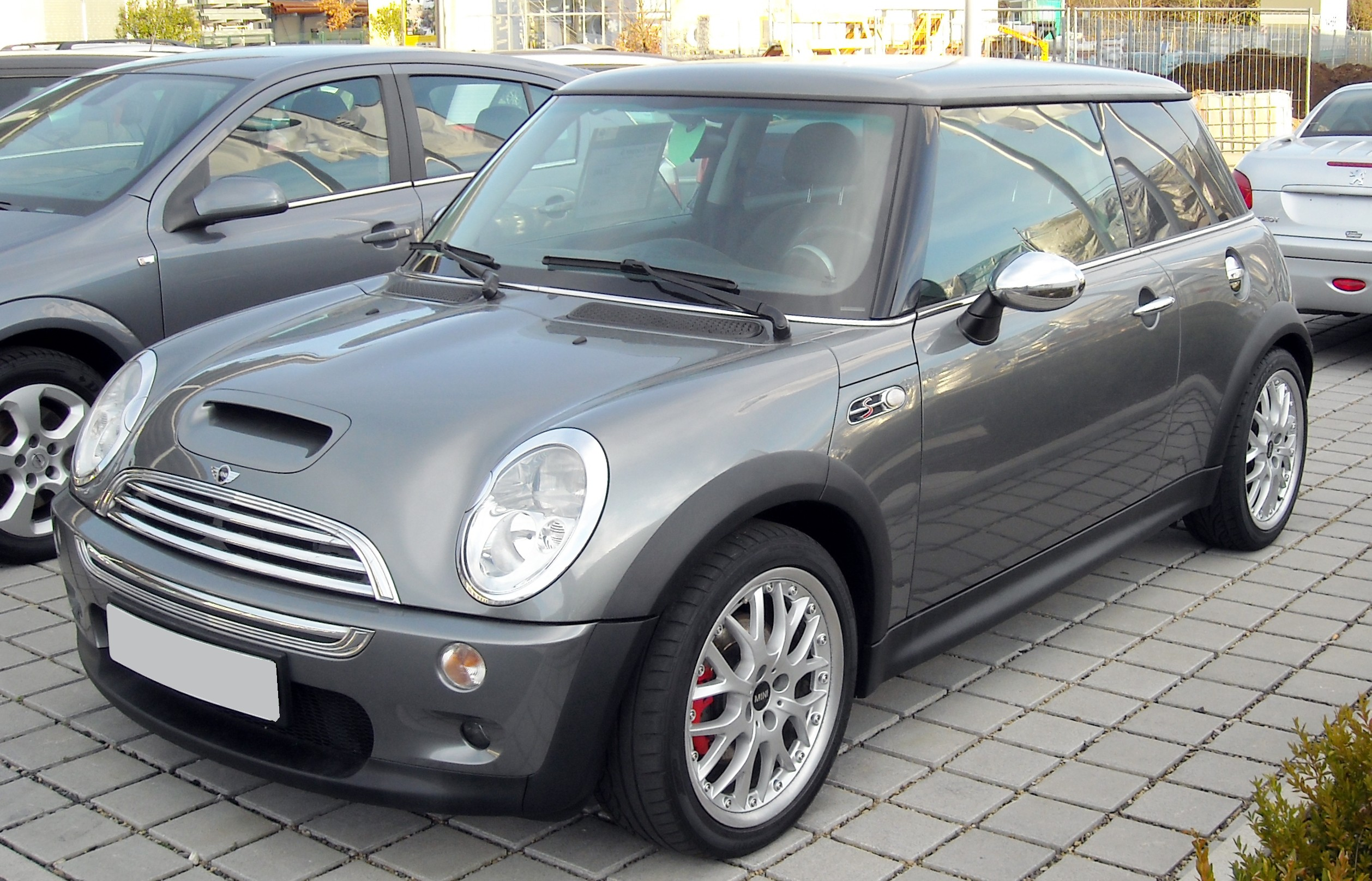
미니 쿠퍼

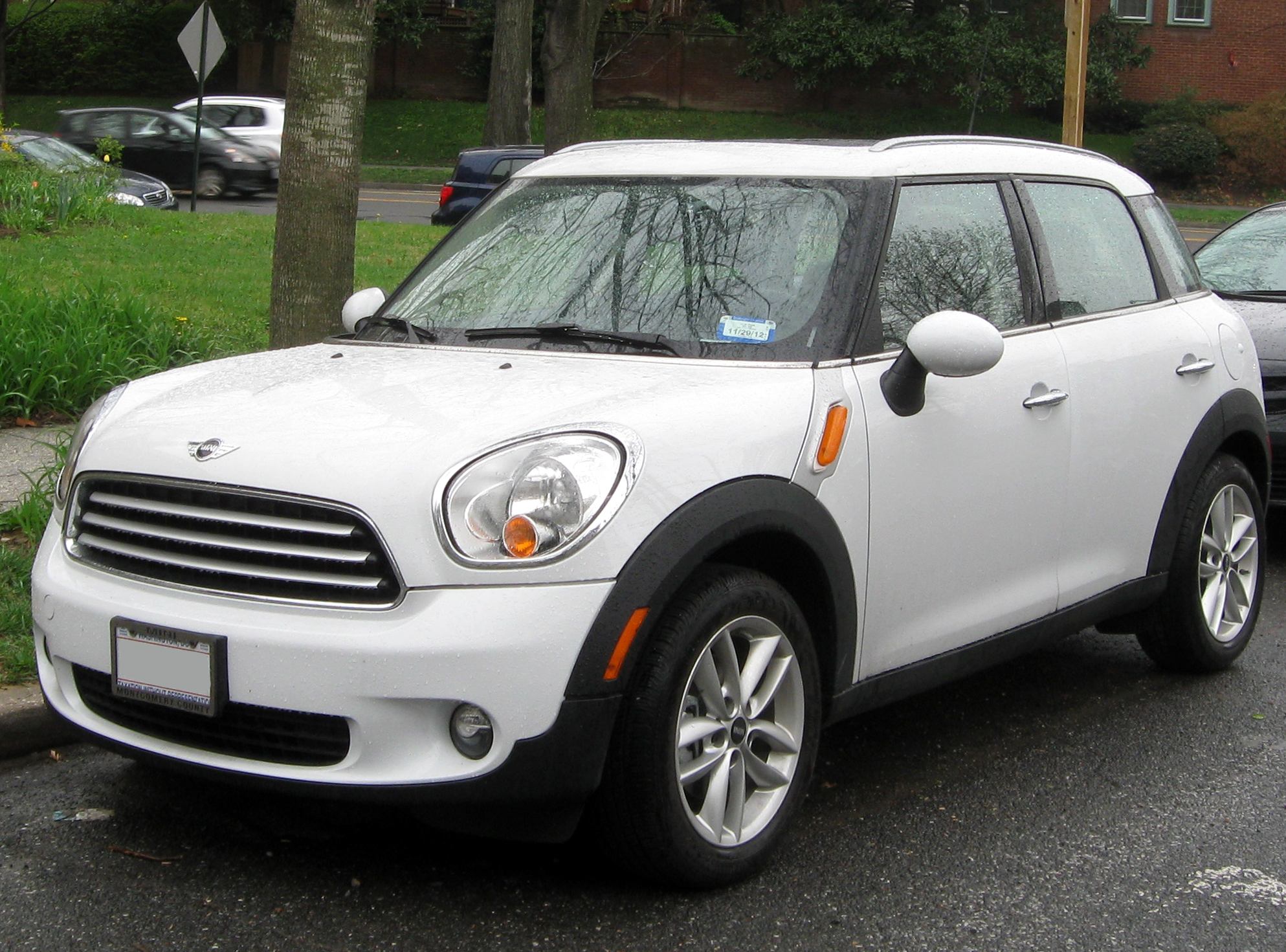
미니 컨트리맨

## 같이 보기
- 미니 쿠퍼 모델 중 All4는 BMW X-drive와 같은 AWD(상시 4륜구동)을 적용한 모델이며, S가 달린 모델은 터보 기능(SE는 아님), D는 2.0리터 디젤 엔진이 적용된 모델임.(D가 안 붙은 모델은 가솔린 1.6) 3세대인 F56부터 디젤 엔진은 1.5리터 직렬 3기통으로 변경됐다.
- JCW는 John Cooper Works의 고성능 튜닝 버전이 장착된 모델임.(JCW는 디젤 모델은 없음/1.6 가솔린/트윈스크롤터보+튜닝/200hp Over)
- 가솔린 - S모델은 트윈 스크롤 터보, 다운사이징으로 출력은 2.0 가솔린과 비슷함/180hp Over. F56부터는 2.0리터 가솔린 터보로 변경된다.